# Hanan Badr el-Din Othman
Hanan Badr el-Din Othman ist eine ägyptische Menschenrechtlerin und Mitbegründerin der Association of the Families of the Disappeared („Vereinigung der Familien der Verschwundenen“). Diese Vereinigung ist ein Zusammenschluss von Menschen, dessen Angehörige Opfer von Zwangsverschwinden geworden sind.

## Inhaftierung
Hanan Badr el-Din Othman wurde am 6. Mai 2017 festgenommen, als sie das Qanatar Gefängnis besuchte, um Informationen über den Aufenthaltsort ihres Mannes zu erhalten. Dieser gilt seit dem 27. Juli 2013 als verschwunden, nachdem er an einer Demonstration teilgenommen hatte. Hanan Badr el-Din Othman wurde einen Tag nach ihrer Festnahme in die Staatsanwaltschaft nach South Banha gebracht, wo sie von der ägyptischen Staatssicherheit festgehalten wurde. Die Staatssicherheit warf ihr vor, Verbindung zu der Muslimbruderschaft zu haben. Daraufhin wurde ihre Haft verlängert. Am 5. September 2017 befand sie sich noch immer in Sicherheitsverwahrung. Menschenrechtsorganisationen wie Amnesty International und Frontline Defenders vermuten, dass Hanan Badr el-Din Othman aufgrund ihrer Menschenrechtsaktivitäten in Haft gehalten wurde und forderten ihre Freiheit. Sie wurde schließlich am 25. April 2019 freigelassen.